# Carl August von Wülknitz
Baron Carl August von Wülknitz, bzw. auf Niederländisch Karel August van Wülknitz (* 20. August 1720; † 18. März 1780 in 's Gravenhage) war ein niederländischer General der Kavallerie.

## Leben

### Herkunft und Familie
Von Wülknitz entstammte dem altadeligen Adelsgeschlecht Wülknitz aus Anhalt. Er war Sohn des Regierungsrats Lebrecht Heinrich von Wülcknitz; einer seiner Brüder war der Regierungspräsident Konrad von Wülknitz. Am 16. November 1757 heiratete er in 's Gravenhage Wilhelmina Henriette van der Does van Noordwijk (1728–1811) und bekam mit ihr eine Tochter namens Stephanie Theodora Odilia van Wülknitz (1760–1803), die später den adligen Niederländer und Besitzer des Schlosses Ter Hooge  Willem Zeelandus Jonkheer van Borselen (1757–1837) heiratete.

### Karriere
Da sein Vater als Nassauischer Geheimrat Wilhelm IV. von Oranien diente, kam Wülknitz schon in jungen Jahren als Kammerjunker und Gardeoffizier an den niederländischen Hof.
Im Jahre 1757 befand er sich am Hofe der niederländischen Prinzessin Anna von Großbritannien, Irland und Hannover. Bis zum Jahre 1766 erreichte er die Position eines Kammerherrn am Hofe des Prinzen von Oranien und eines Oberst im niederländischen Militär. Auch war er Sekondelieutenant im preußischen Regiment der Gardes du Corps und erreichte am preußischen Hof die Position eines Oberstallmeisters. Im Jahr 1772 wurde er zum Generalmajor der Kavallerie befördert. Seine letzte Stellung war seit dem Jahre 1775 die eines Gouverneurs der niederländischen Kolonie Willemstad, von wo er schließlich nach 's Gravenhage zurückkehrte.